# Museu de História Militar de Viena
O Museu de História Militar de Viena (Alemão: Heeresgeschichtliches Museum) é um museu localizado em Viena, na Áustria. É o principal museu das Forças Armadas da Áustria. Documenta a história dos assuntos militares austríacos através de uma ampla gama de exposições que compreender, acima de tudo, armas, armaduras, aviões, tanques, uniformes, bandeiras, pinturas, medalhas e emblemas de honra, fotografias, modelos de batalha e documentos. Além disso, o acervo do museu inclui uma das maiores coleções do mundo de canhões de bronze e tem um viés mais direcionado para a história militar austríaca do século XVI até 1945. Embora o museu seja de propriedade do governo federal, não é afiliado aos museus federais, mas é organizado como uma agência que reporta diretamente ao Ministério da Defesa e do Esporte. Alguns afirmam que este é o maior e mais antigo edifício do mundo construído para esta finalidade. 

## Construção e história do museu
Está localizado na distrito Landstraße, próximo ao Palácio Belvedere. O edifício foi construído entre 1850 e 1856 a mando do Imperador Franz Joseph I como uma nova guarnição da cidade, depois que a antiga havia sido destruída na revolução de 1848. O arquiteto foi o dinamarquês Theophil Hansen.
Completado em 8 de maio de 1856, o museu foi erigido no centro de Arsenal, sendo este um enorme complexo militar localizado no terceiro distrito de Vienna, e foi originalmente criado com o propósito de ser um museu militar, além de testamentar grandes feitos militares do império, como as principais batalhas e os líderes austríacos do período. De acordo com o site oficial do museu, este é o museu mais antigo de Vienna. O prédio consiste em cinco divisões principais: o portão principal, que abriga túmulos de generais, e outras quatro grandes salas para amostras. Um canhão de bronze pertencente ao museu está localizado na área externa do museu, nos pátios de Arsenal.
Cada um dos quatro salões de exposição tem uma proposta diferente sobre a história austríaca, começando com A Guerra dos Trinta Anos e os turco-otomanos, continuando pelas guerra napoleônicas, Primeira Guerra Mundial e Segunda Guerra Mundial. O museu possui também uma pequena sala de exposições onde o tema da exposição é sazonal. Uma das mais notáveis partes da coleção está localizada no salão de exposições da Primeira Guerra Mundial, e trata do assassinato do arquiduque Francisco Ferdinando. O carro utilizado pelo arquiduque está exposto, assim como seu uniforme e a pistola utilizada por Gavrilo Princip. Além disso, ainda há a maca na qual ele foi declarado morto.
Outra notável mostra do museu é um canhão medieval imenso, de Pumhart von Steyr, o projetista de modelos marítimos do couraçado SMS Viribus Unitis. Entre outras coisas, também há a bandeira marítima austríaca utilizada na Primeira Guerra Mundial, um balão de observação francês, a mais antiga aeronave de batalha europeia, L'Intrépide, e os destroços do SM U-20, um submarino da Marinha Austro-Húngara afundado em combate em 1918.
Em frente à entrada principal, o museu expõe um MiG-21 de um piloto croata chamado Rudolf Perešin. O avião foi devolvido às forças armadas croatas após as guerras na Iugoslávia.

#### A frente
O plano de Hansen previa um prédio de 235 metros de comprimento, com seções transversais salientes e torres de canto, atuando em conjunto com um segmento central de torre com forma quadrada, coroado com uma cúpula, gerando uma altura total de 43 metros. Assim como muitos outros edifícios historicistas que emprestaram modelos da arquitetura histórica, Theophil von Hansen escolheu o Arsenal veneziano, construído após 1104, como seu protótipo. Ele utilizou-se de elementos de estilo bizantino, adicionando algumas características góticas no processo. O que realmente se destaca é a composição peculiar da estrutura de alvenaria, que é composta por tijolos de dois tons e está decorada com ornamentos de terracota e fechos de ferro forjado. A segmentação da fachada é desencadeada em pedra natural, e a mediana é rica em elementos decorativos, como as três janelas redondas em frente às asas laterais. A seção de sótão precisamente adornada é carregada por uma magnífica banda que lembra recortes florentinos. A ameia de andorinha é interrompida por torres nos eixos das asas laterais e nos cantos da parte central do edifício, com esculturas de troféus de terracota posicionadas dentro de suas alcovas. As representações alegóricas de virtudes militares feitas de arenito são apresentadas em frente à fachada, criada por Hans Gasser, um dos mais influentes escultores de seu tempo. Logo abaixo das janelas redondas, as figuras femininas (da esquerda para a direita) representam força, vigilância, piedade e sabedoria; Ao lado das três aberturas que levam ao lobby são quatro figuras masculinas, que defendem a bravura, a lealdade à bandeira, o auto-sacrifício e a inteligência militar.

#### Interior
O interior do Museu de História Militar é testemunho da intenção do imperador Francisco José de criar não apenas um prédio para abrigar as coleções de armas imperiais, mas sobretudo para estabelecer um magnífico salão de fama e um memorial para o Exército Imperial. A Feldherrenhalle, por exemplo, exibe 56 estátuas cheias de "senhores de guerra e comandantes de campo mais famosos da Áustria, dignos de emulação eterna", conforme descrito na resolução imperial de 28 de fevereiro de 1863. Todos os estatutos são feitos de mármore de Carrara e são igualmente altos em exatamente 186 centímetros. Os nomes e os dados biográficos dos retratados podem ser encontrados em placas localizadas acima de cada estátua, enquanto a base de cada uma tem um dos 32 nomes dos artistas que os criaram, a data em que foi instalado e o nome do patrono que pagou pela estátua. A metade dos custos era suportada pelo próprio imperador Franz Joseph, e o resto foi financiado por patrocinadores privados que freqüentemente eram descendentes dos respectivos comandantes de campo. O período cronológico abrangido por estas estátuas variam de Leopoldo I, Marquês da Áustria ao arquiduque Carlos, Duque de Teschen.
A escada também estava ricamente decorada. Mais quatro estátuas de comandantes de campo são exibidas no mezanino, trazendo assim o total aos 60 acima mencionados. Embora contrários aos da Feldherrenhalle, estes ocupam posições consideravelmente mais elevadas em nichos de paredes e retratam personalidades importantes do ano revolucionário de 1848, ou seja, aqueles líderes militares que - às vezes de maneira muito sangrenta - reprimiram os esforços revolucionários em todas as partes do Império em nome da Casa de Habsburgo: Julius von Haynau, Joseph Wenzel Radetzky, Alfred I, Prince of Windisch-Grätz, e o Conde Josip Jelačić de Bužim. Carl Rahl foi designado com a decoração pictórica da Escadaria, uma tarefa que realizou juntamente com seus alunos Christian Griepenkerl e Eduard Bitterlich em 1864. O centro do teto ornamentado de ouro apresenta afrescos com representações alegóricas de poder e unidade (centro) fama e honra (direita), e astúcia e coragem (à esquerda). A escada é coroada por um grupo de escultura de mármore alegórico intitulado Áustria, criado por Johannes Benk (de) em 1869.

Indiscutivelmente, a seção mais representativa de todo o museu é o Ruhmeshalle (salão da fama) localizado no primeiro andar. Um destaque particular da Ruhmeshalle são os afrescos de Karl von Blaas, retratando os mais importantes eventos militares (vitórias) na história austríaca desde os tempos da dinastia Babenberg. Os quatro grandes arcos de paredes mostram as vitórias do Exército Imperial, a Batalha de Nördlingen (1634), o conselho de guerra na Batalha de São Gotardo (1664), a batalha de Zenta (1697) e o alívio de Turim (1706); o salão adjacente esquerdo contém representações de eventos durante o reinado de Maria Teresa e José II até o cerco de Belgrado em 1789; o salão adjacente direito contém retratamentos das Guerras Napoleónicas que se estendem da batalha de Würzburg em 1796 à luta do Tirol pela liberdade em 1809 e as negociações de armistício do marechal Radetzky com o rei Vítor Emanuel II da Sardenha após a batalha de Novara em 1849. O verdadeiro O significado da Ruhmeshalle, o de um memorial, no entanto, só se torna discernível no segundo olhar: nas paredes dos salões adjacentes e na própria Ruhmeshalle, encontrar-se-ão várias placas de mármore, com os nomes de mais de 500 oficiais (dos coronéis aos generais do Exército Imperial, conhecido como Exército Imperial e Real (Kuk), desde o início da Guerra dos Trinta Anos em 1618 até o final da Primeira Guerra Mundial em 1918), indicando o local e a data da sua morte.